# کارناوال پردایز
کارناوال پردایز (به انگلیسی: Carnival Paradise) یک کشتی است که طول آن ۲۶۲٫۰۰ متر (۸۵۹ فوت ۷ اینچ) می‌باشد. این کشتی در سال ۱۹۹۸ ساخته شد.